# Palicourea aschersonianoides
Palicourea aschersonianoides är en måreväxtart som först beskrevs av Herbert Fuller Wernham, och fick sitt nu gällande namn av Julian Alfred Steyermark. Palicourea aschersonianoides ingår i släktet Palicourea och familjen måreväxter. Inga underarter finns listade i Catalogue of Life.